# إيشواون (واد إفران)
إيشواون هي إحدى مشيخات المملكة المغربية، تتبع جغرافيا لإقليم إفران وإداريًا لواد إفران. يقدر عدد سكانها بـ 833 نسمة حسب الإحصاء الرسمي للسكان والسكنى لسنة 2004.